# Lanterne des morts de Saint-Amand-Magnazeix
La lanterne des morts de Saint-Amand-Magnazeix est un monument funéraire, situé sur la commune de Saint-Amand-Magnazeix, dans le département français de la Haute-Vienne.

## Localisation
La lanterne est située au centre du cimetière, sur le territoire de la commune de Saint-Amand-Magnazeix, dans le département de la Haute-Vienne, en région Nouvelle-Aquitaine, en France.

## Historique
La lanterne des morts date du XIIIe siècle. En 1842, une croix de fer remplace une croix en pierre au sommet de l'édifice.
Le monument est classé au titre des monuments historiques par arrêté du 9 avril 1910.

## Description
Le monument se présente sous la forme d'un pilier carré creux, permettant à une personne de hisser une lumière à son sommet. Le lanternon, également carré, est ouvert sur ses 4 côtés, en étant pas rigoureusement en regard les unes des autres,. L'ensemble est recouvert d'un toit pyramidal, surmonté d'une croix en fer.
A la base du monument, un autel est présent sur le côté ouest, permettant au célébrant d'officier en direction de l'est.